# Escallonia schreiteri
Escallonia schreiteri är en tvåhjärtbladig växtart som beskrevs av Herman Otto Sleumer. Escallonia schreiteri ingår i släktet Escallonia och familjen Escalloniaceae. Inga underarter finns listade i Catalogue of Life.